# پاولو جونیچی تاناکا
پاولو جونیچی تاناکا (انگلیسی: Paulo Junichi Tanaka؛ زادهٔ ۲۳ اکتبر ۱۹۹۳) بازیکن فوتبال اهل ژاپن است.
از باشگاه‌هایی که در آن بازی کرده‌است می‌توان به باشگاه فوتبال کاوازاکی فرونتال اشاره کرد.